# Oreophryne kapisa
Oreophryne kapisa és una espècie de granota que viu a Indonèsia.